# Везмар, Наташа
Наташа Везмар (хорв. Nataša Vezmar, родилась 24 октября 1976 года в Бьеловаре) — хорватская тхэквондистка, соревновавшаяся в категории тяжеловесов (от 70 и от 72 кг). Одна из наиболее известных тхэквондисток Хорватии, она завоевала трижды титулы чемпионки Европы в категории от 72 кг, дважды стала призёром чемпионатов мира по тхэквондо (серебряный и бронзовый в 1997 и 2003 годах соответственно), а также выступала на Олимпиадах 2000 и 2004 годов.

## Биография
Воспитанница школы клуба «Металац» (Загреб), тренер — Ивица Клаич. Завоевала серебряную медаль на чемпионате Европы в Загребе в 1994 году в категории от 70 кг, что стало её первой наградой; в 1997 году взяла бронзовую медаль в той же категории в Гонконге на чемпионате мира, а в 1998 году на чемпионате Европы в Эйндховене в категории от 72 кг стала чемпионкой Европы. На Олимпийских играх в Сиднее соревновалась в категории от 67 кг и была посеяна под вторым номером. Везмар победила в первом раунде испанку Иреан Руис со счётом 7:4, однако в полуфинале потерпела поражение от россиянки Натальи Ивановой. В утешительном турнире за бронзовую медаль сокрушила марокканку Мунию Бургиг 4:1, в матче за 3-е место против канадки Доминик Боссхарт после двух раундов при счёте 4:4 потерпела сокрушительное поражение в концовке со счётом 11:8 и осталась без медали.
В 2000 году Везмар стала бронзовым призёром чемпионата Европы в греческом Патрасе в категории от 72 кг. В 2002 году Везмар победила на чемпионате Европы в турецком Самсуне в той же категории, а через год взяла серебряную медаль на чемпионате мира в Гармиш-Партенкирхене, проиграв в финале кореянке Юн Хён Чжун. В 2004 году она завоевала титул чемпионки Европы в Лиллехаммере в той же категории от 72 кг. На Олимпиаду в Афинах отправилась выступать в категории от 67 кг, пройдя квалификационный турнир в Баку и победив в финале британку Сару Стивенсон. Автоматически Везмар попала в четвертьфинал, однако потерпела сенсационное поражение от 16-летней иорданки Надин Давани 4:5, а после поражения иорданки в полуфинале против француженки Мириам Баверель лишилась шансов даже на бронзовую медаль.